# Jenny Barazza
Jenny Barazza (Codognè, 24 luglio 1981) è un'ex pallavolista italiana, di ruolo centrale.

## Carriera

### Club
La carriera di Jenny Barazza comincia nel 1996, esordendo in Serie C1 con il Codognè, squadra del suo paese natale. La stagione successiva invece fa il suo esordio nel volley professionistico con il Pool Piave in Serie A2, passando quindi nel 1998 alla formazione federale del Club Italia.
Nella stagione 1999-00 gioca il suo primo campionato di Serie A1 ingaggiata dal Busto Arsizio, mentre nelle due annate successive gioca per la Romanelli di Firenze, prima di fare la propria prima esperienza all'estero nella stagione 2002-03, quando si trasferisce nella Superliga Femenina de Voleibol spagnola giocando per l'Albacete.
Nella stagione 2003-04 rientra in Italia, iniziando un lungo sodalizio con il Bergamo che durerà per sei annate. Questo periodo è ricco di vittorie: vince infatti due scudetti, due Coppe Italia, una Supercoppa italiana e tre Champions League.
Nell'annata 2009-10 viene ingaggiata dall'Asystel, ma la stagione è alquanto fallimentare, chiudendo il campionato nella parte bassa della classifica ed ottenendo un quarto posto in Champions League.
Nell'estate 2010 firma un contratto con la squadra dell'Eczacıbaşı, militante nel massimo campionato turco, ma poco prima del campionato mondiale 2010 abbandona momentaneamente l'attività agonistica a causa della sua gravidanza; torna a giocare nella stagione 2011-12 con l'Universal Modena, ma nel gennaio 2013, a causa del fallimento della società, passa all'Imoco per terminare la stagione 2012-13, vincendo, nella stagione 2015-16, il suo terzo scudetto, la Supercoppa italiana 2016 e la Coppa Italia 2016-17.
Per la stagione 2017-18 si accasa alla Hermaea di Olbia, in Serie A2: al termine del campionato 2020-21 si ritira dall'attività agonistica.

### Nazionale
Con la nazionale italiana under 19, nell'estate 1998 vince la medaglia d'oro al campionato europeo di categoria.
Il 7 gennaio 1999 gioca la prima partita con la nazionale maggiore, contro Cuba, partecipando ad un torneo amichevole a Brema, in Germania. Con la selezione italiana, durante la gestione Bonitta vince due argenti, uno al World Grand Prix 2004 e uno al campionato europeo 2005, seppur non utilizzata spesso come titolare; con il cambio di allenatore e l'arrivo di Massimo Barbolini, diventa, a partire dal 2007, una delle giocatrici chiave della squadra, vincendo due medaglie d'oro al campionato europeo 2007 e 2009, un oro alla Coppa del Mondo 2007, un oro alla Grand Champions Cup 2009 e tre bronzi al World Grand Prix. Partecipa inoltre alle Olimpiadi di Pechino, chiuse al quinto posto.

## Palmarès

### Club
- Campionato italiano: 3

2003-04, 2005-06, 2015-16
- Coppa Italia: 3

2005-06, 2007-08, 2016-17
- Supercoppa italiana: 2

2004, 2016
- Champions League: 3

2004-05, 2006-07, 2008-09
- Coppa CEV: 1

2003-04

### Nazionale (competizioni minori)
- Campionato europeo under 19 1998
- Trofeo Valle d'Aosta 2004
- Giochi del Mediterraneo 2009

### Premi individuali
- 2007 - Campionato europeo: Miglior muro